# ZZ Top's First Album
ZZ Top's First Album – debiutancki album studyjny zespołu ZZ Top wydany na początku 1971 przez wytwórnię London Records. Wydawnictwo początkowo ukazało się jako płyta gramofonowa; w 1987 materiał został zremasterowany i wydany na CD.

## Lista utworów
Sporządzono na podstawie materiału źródłowego.

### Strona A
| 1. | „(Somebody Else Been) Shaking Your Tree” (Billy Gibbons) | 2:32  |
|    |                                                          |       |
| 2. | „Brown Sugar” (Gibbons)                                  | 5:22  |
|    |                                                          |       |
| 3. | „Squank” (Gibbons, Dusty Hill, Bill Ham)                 | 2:46  |
|    |                                                          |       |
| 4. | „Goin Down to Mexico” (Gibbons, Hill, Ham)               | 3:26  |
|    |                                                          |       |
| 5. | „Old Man” (Gibbons, Hill, Frank Beard)                   | 3:23  |
|    |                                                          |       |
|    |                                                          | 17:29 |
|    |                                                          |       |

### Strona B
| 1. | „Neighbor, Neighbor” (Gibbons)             | 2:18  |
|    |                                            |       |
| 2. | „Certified Blues” (Gibbons, Beard, Ham)    | 3:25  |
|    |                                            |       |
| 3. | „Bedroom Thang” (Gibbons)                  | 3:53  |
|    |                                            |       |
| 4. | „Just Got Back from Baby's” (Gibbons, Ham) | 4:07  |
|    |                                            |       |
| 5. | „Backdoor Love Affair” (Gibbons, Ham)      | 3:20  |
|    |                                            |       |
|    |                                            | 17:03 |
|    |                                            |       |

## Pozycje na listach przebojów

### Single
| Rok  | Singel                                   | Lista             | Pozycja |
| ---- | ---------------------------------------- | ----------------- | ------- |
| 1970 | „(Somebody Else Been) Shaking Your Tree” | Billboard Hot 100 | 50      |